# Stefan Pürner
Stefan Pürner (* 22. Dezember 1960 in Nürnberg) ist ein deutscher Schriftsteller und Jurist.

## Leben
Stefan Pürner wuchs in Röthenbach an der Pegnitz auf und lebte von 1981 bis 1992 in Regensburg.
Er publizierte in den 1980er Jahren vorwiegend Lyrik und Kurzprosa in fränkischer Mundart und in hochdeutscher Sprache. Außerdem arbeitete er als freier Mitarbeiter für Zeitungen, Zeitschriften, den Bayerischen Rundfunk und für lokale Rundfunksender. Zudem schrieb er Musik- sowie Konzert- und Literaturkritiken und Beiträge zum Motorsport. In den 1990ern publizierte er, abgesehen von gelegentlichen journalistischen Beiträgen zum Balkankonflikt, fast ausschließlich juristische Fachartikel und Buchbeiträge, insbesondere zum Recht der aus dem ehemaligen Jugoslawien entstandenen Staaten und der Tschechoslowakei.
Seither veröffentlicht er Beiträge zu WiRO (Zeitschrift für Wirtschaft und Recht in Osteuropa), Recht der Internationalen Wirtschaft, Internationales Steuerrecht (deren ständiger Mitarbeiter er auch ist), Jahrbuch für Ostrecht, Praxis des Internationalen Privat- und Verfahrensrechts (IPrax) sowie in ausländischen juristischen Zeitschriften. Außerdem erschienen zahlreiche von ihm gefertigte Übersetzungen von Gesetzen der ehemaligen jugoslawischen Staaten sowie der Tschechoslowakei. Er ist Mitherausgeber des Handbuchs Wirtschaft und Recht in Osteuropa und der südosteuropäischen juristischen Zeitschrift Nova Pravna Revija. Außerdem bearbeitet er in Ferid/Firsching/Dörner/Hausmann Internationales Erbrecht den Länderteil Serbien und, zusammen mit Suzana Bubic, Mostar, Bosnien und Herzegowina, in Süß/Ring Eherecht in Europa das Recht von Bosnien und Herzegowina.
Im außerjuristischen Bereich publiziert er vorwiegend Kurzgeschichten (Science Fiction und andere) und journalistische Beiträge.
Im Jahr 2007 zeichnete die Germanbeat.de-Website Pürners Buch Geklont mit ihrem Preis M.B.E., der jährlich für Veröffentlichungen mit Beatles-Bezug vergeben wird, als bestes Buch in der Kategorie Inspired by the Beatles aus. 1984 schied Pürner beim Lyrik-Wettbewerb des Bayerischen Rundfunks, an dem über 1200 Autoren teilgenommen hatten, im letzten Wahlgang aus. Ebenfalls 1984 war er mit der Kurzgeschichte Der gute Harry einer der Gewinner des Kurzgeschichtenwettbewerbs des Atrioc-Verlags, Bad Mergentheim. In den letzten Jahren erschienen von ihm im journalistischen Bereich vor allem Beiträge, zu denen größtenteils auch die Fotografien von ihm stammten, zum Laufsport in Running – Das Laufmagazin, zu Eisenbahnthemen in BahnEpoche: Geschichte, Kultur und Fotografie der klassischen Eisenbahn und zur Rockmusik (im Wochenmagazin der Nürnberger Nachrichten und in Good Times – Music from the 60s to the 80s).
Pürner ist promovierter Rechtsanwalt und Bereichsleiter bei der IRZ-Stiftung in Bonn. Von 1996 bis 2007 war er auch Lehrbeauftragter am Fachbereich Betriebswirtschaft der Georg-Simon-Ohm-Hochschule Nürnberg (Vorgängereinrichtung der Technischen Hochschule Nürnberg Georg Simon Ohm). Nach Stationen in Novi Sad, Brno, Frankfurt am Main, Zagreb, Nürnberg und Priština lebt er in Bonn-Bad Godesberg.

## Werke (Nur eigene Buchveröffentlichungen)
- Metall, Moneten, Mannerstraße - Der Röthenbacher Metalldiebeprozess 1953, Norderstedt, 2013
- Sgt. Pepper live – eine Beatles-Fiktion, Berlin 2007
- Hyrje ne Rregulloren per ndihme juridike 36/2006 (RNJ) / Uvod u Uredbu o pravnoj pomoci 36/2006 (RLA) / Introduction to the Regulation on Legal Aid 36/2006 (RLA), Pristina/Bonn 2007
- Geklont – 12 Kurzgeschichten, die sie früher oder später erleben werden, Weilersbach, 2006
- Jursidiksioni evropian dhe gjerman per ddihme juridike / Europska i nemacka sudska praksa o pravnoj pomoci / European and German Jurisdiction on Legal Aid. Pristina/Bonn 2006
- Hrvatsko-njemački i njemačko-hrvatski rječnik nazivlja radnog prava / Fachbegriffe aus dem Arbeitsrecht: kroatisch-deutsch und deutsch-kroatisch, Zagreb 1999
- Aktienrecht der Tschechoslowakei, Köln 1992
- GmbH-Recht der Tschechoslowakei,  Köln 1992
- Tschechoslowakei, Handelskauf, Unternehmenskauf, Finanzierungsleasing, Sonderregeln über internationale Handelsgeschäfte, Köln 1992
- Die GmbH als neu geschaffene Investitionsform in Jugoslawien, Dissertation, Regensburg 1991
- Obär Woär is! Röthenbach Pegnitz 1981